# Claudétite
La claudétite est un minéral oxyde d'arsenic de formule chimique As2O3. La claudétite s'est formée comme produit d'oxydation de sulfures d'arsenic et est incolore ou blanche. Elle peut être associée à l'arsénolite (la forme cubique de As2O3) ainsi qu'au réalgar (As4S4), à l'orpiment (As2S3) et au soufre natif.
Elle fut décrite pour la première fois en 1868 pour une occurrence dans les mines San Domingo, région de l'Algarve au Portugal. Elle a été décrite par puis nommée d'après le chimiste français Frédéric Just Claudet (1826-1906),.